# 공단로 (울산)
공단로(Gongdan-ro)는 울산광역시 울주군 온산읍 당월교차로와 방도리 대덕삼거리를 잇는 울산광역시의 도로이다.

## 주요 경유지
울산광역시
- 울주군 (온산읍)

## 노선
| 이름              | 접속 노선              | 소재지     | 소재지 | 소재지 | 비고 |
| ----------------- | ---------------------- | ---------- | ------ | ------ | ---- |
| 당월 교차로       | 국도 제31호선 (당월로) | 울산광역시 | 울주군 | 온산읍 |      |
| 한국제지삼거리    | 원산로                 | 울산광역시 | 울주군 | 온산읍 |      |
| 효성금속 교차로   | 화산로                 | 울산광역시 | 울주군 | 온산읍 |      |
| 원봉로입구 교차로 | 원봉로                 | 울산광역시 | 울주군 | 온산읍 |      |
| 일성사거리        | 대정로                 | 울산광역시 | 울주군 | 온산읍 |      |
| 고려아연사거리    | 이진로                 | 울산광역시 | 울주군 | 온산읍 |      |
| 원산사거리        | 신암로                 | 울산광역시 | 울주군 | 온산읍 |      |
| 대덕삼거리        | 덕신로 온산로          | 울산광역시 | 울주군 | 온산읍 |      |

## 주요 시설및 건물
- HD현대오일뱅크 온산주유소 (공단로 3/원산리 690)
- 화산119안전센터 (공단로 417/화산리 1030)
- CU  온산공단점 (공단로 423/화산리 1003-5)